# لوان وییرا
لوان گیلرمه د ژسوس وییرا (پرتغالی: Luan Guilherme de Jesus Vieira؛ زادهٔ ۲۷ مارس ۱۹۹۳) بازیکن فوتبال اهل برزیل است که در پست مهاجم برای باشگاه فوتبال کورینتیانس در سری آ برزیل بازی می‌کند.
وی به همراه تیم ملی فوتبال زیر ۲۳ سال برزیل در بازی‌های المپیک تابستانی ۲۰۱۶ حضور داشت.